# Coenotephria pirinica
Coenotephria pirinica là một loài bướm đêm trong họ Geometridae.